# Kirovplein

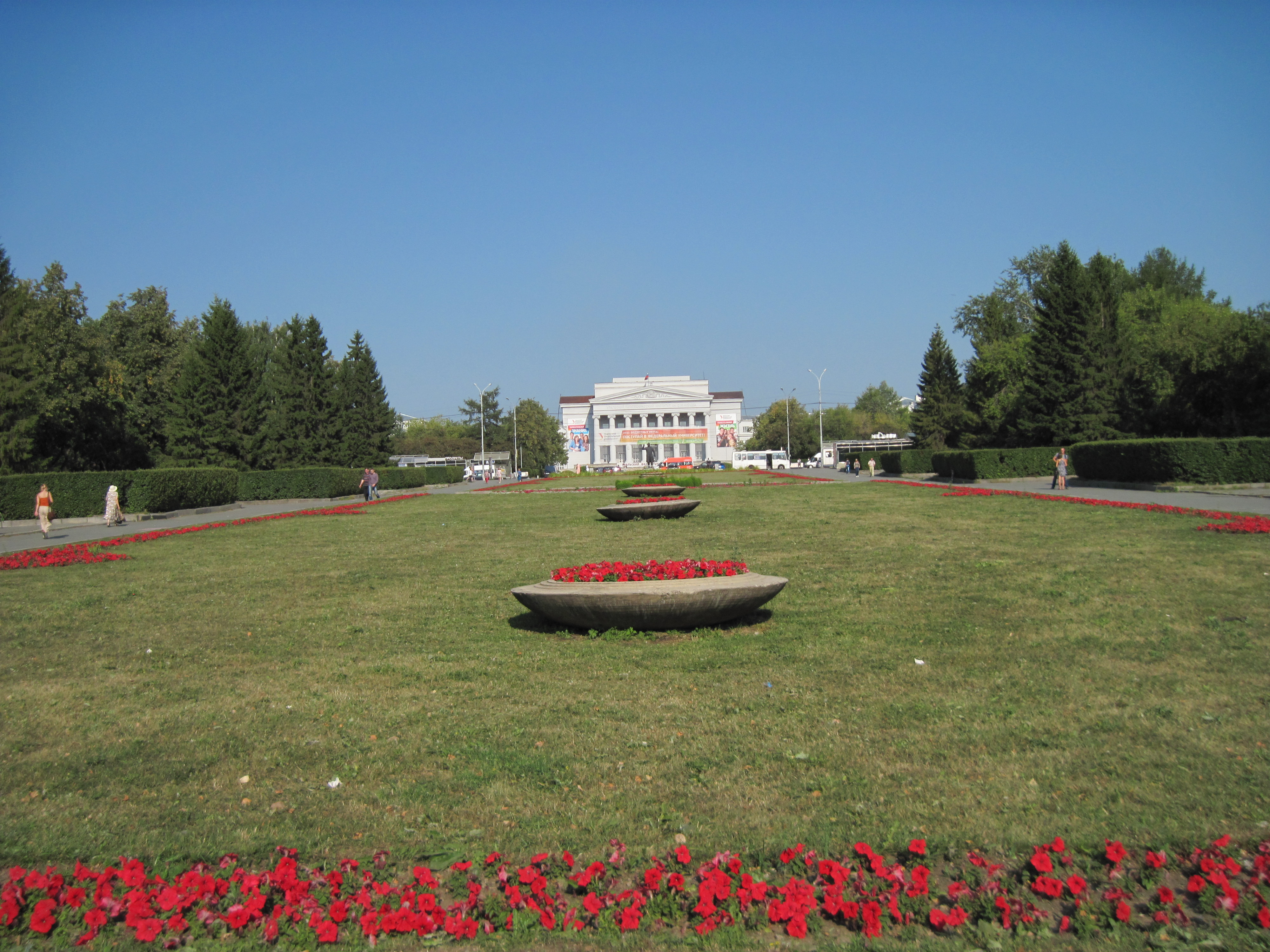
Kirovplein

Het Kirovplein (Russisch: Площадь Кирова; Plosjtsjad Kirova) is een plein in de Russische stad Jekaterinenburg en ligt aan het oosteinde van de Leninski Prospekt. Aan het plein ligt het gebouw van de Staats-Technische Universiteit van de Oeral. Het plein is vernoemd naar de revolutionair en Sovjetpoliticus Sergej Kirov.